# Commodore
För andra betydelser, se Commodore (olika betydelser).

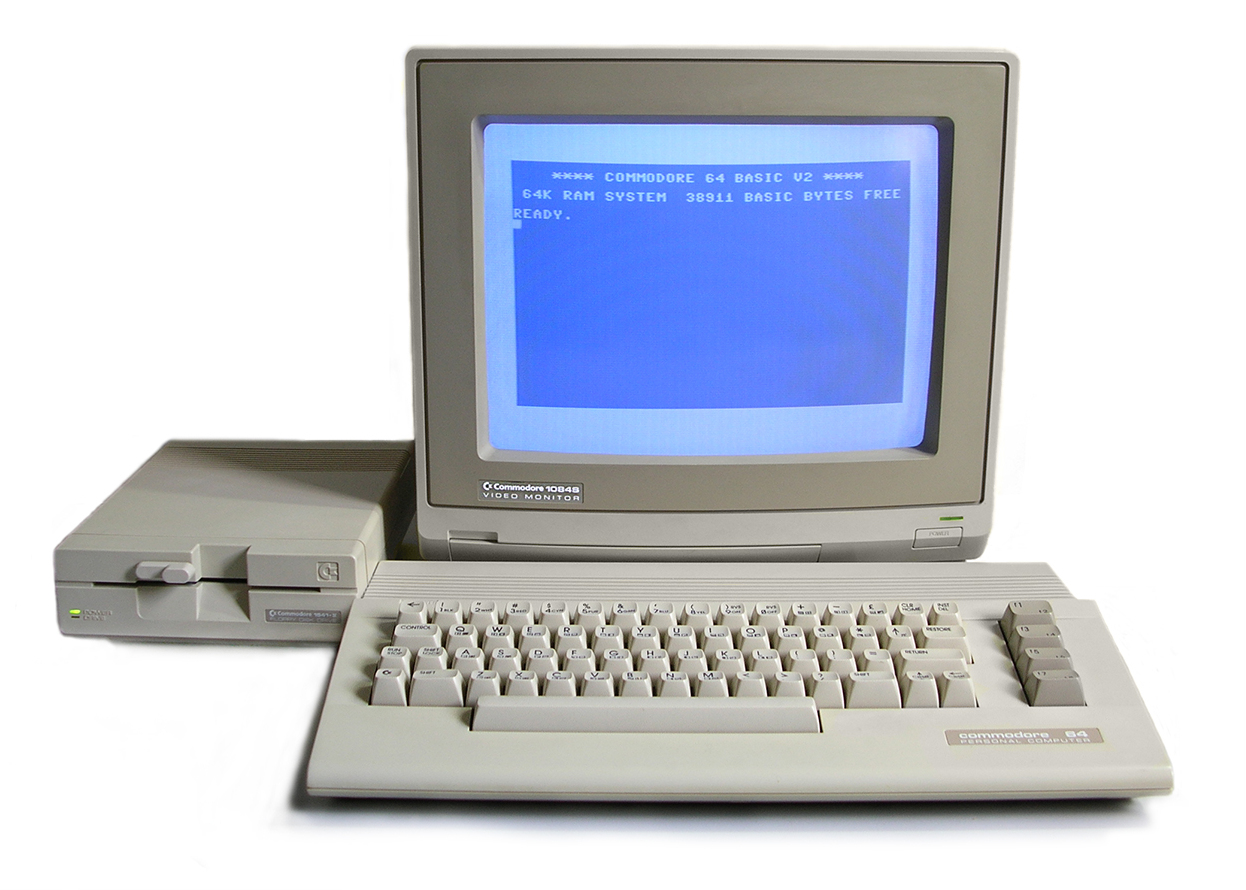
C64c system med en 1541-II-diskettstation och 1084S RGB bildskärm.

Commodore Business Machines (CBM), i dagligt tal Commodore, var ett amerikanskt företag grundat 1954 i Toronto, Kanada av Jack Tramiel, som under 1970-talet började tillverka "persondatorer" vilka under det närmaste årtiondet blev enormt populära som hemdatorer, och kom att påverka datorspelsutvecklingen för många år framöver. Företaget gick i konkurs 1994, men återskapades 2005.

## Etablering
Commodore grundades i Kanada början av 1950-talet av den polske invandraren Jack Tramiel, som överlevt Auschwitz. Företagets ursprungliga verksamhet var reparationer av skrivmaskiner, men under 1960-talet började man även tillverka både skriv- och räknemaskiner. 1966 ledde ekonomiska svårigheter till att Irving Gould köpte in sig som delägare i företaget, och han lyckades få företaget på fötter igen. Efter detta fortsatte Commodore att växa och var länge en av pionjärerna när det gällde elektroniska räknare. Många av komponenterna i räknarna köpte man in från Texas Instruments (TI), men när TI själva blev en konkurrent på räknarmarknaden fick Commodore problem med komponenttillgången. Räddningen kom 1976 när man köpte upp halvledar- och komponenttillverkaren MOS Technologies. Det var också då som fröet till Commodores framgångsrika era som datortillverkare såddes. Detta skulle komma att vara i nästan två decennier.

### Persondatorer

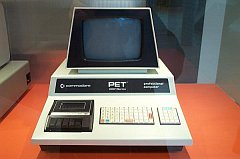
Commodore PET 2001 (1977)

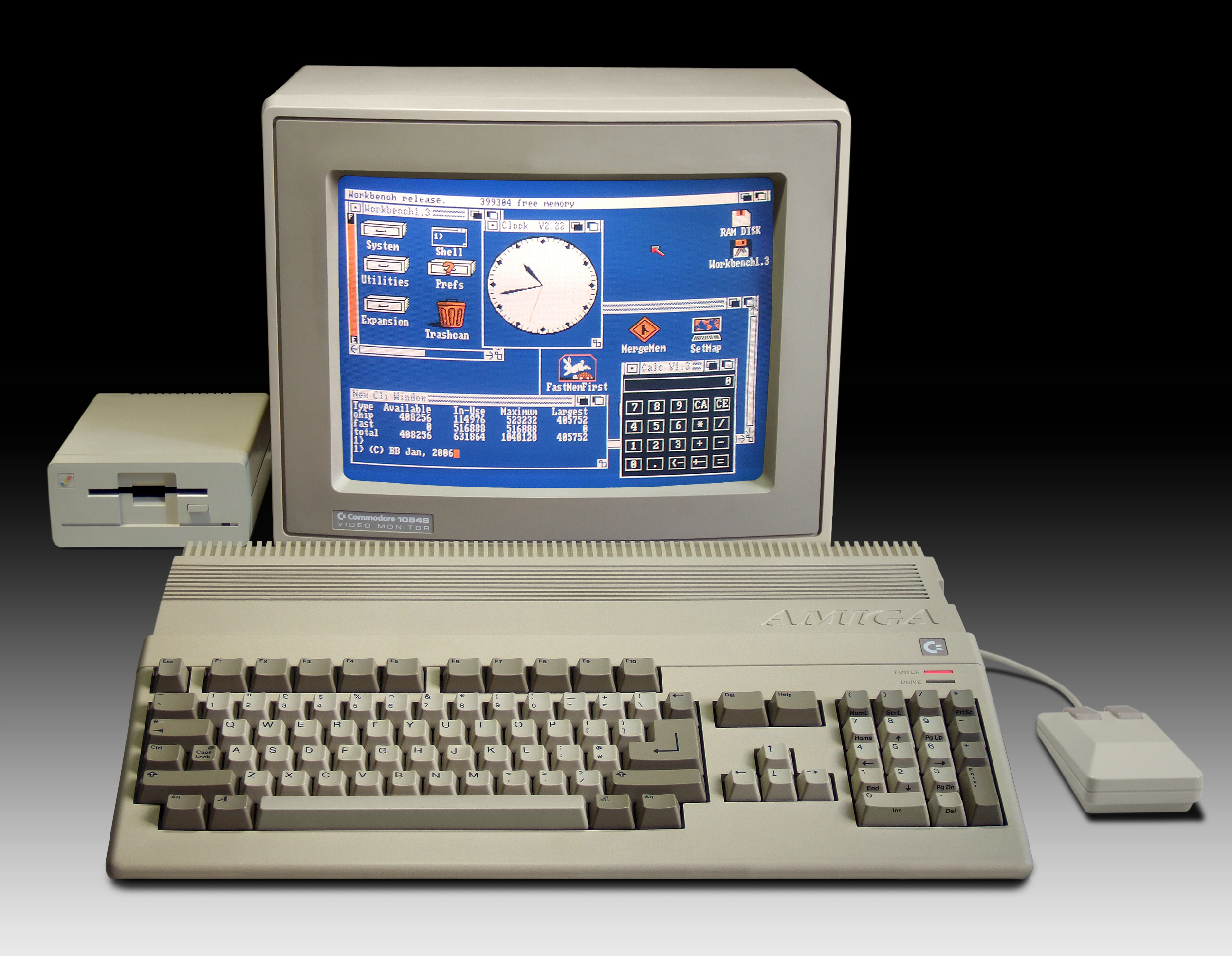
Amiga 500 (1987)

Den första persondatorn man släppte var Personal Electronic Transactor (PET 2001) som lanserades 1977, baserad på 8-bitarsprocessorn 6502, och 8 KiB arbetsminne i typisk konfiguration. PET-serien och efterföljarna CBM 3000, 4000 och 8000 lade grunden till hela persondatorrevolutionen, tillsammans med Apple II och i viss mån TRS-80 (samt i Sverige ABC80), så att även IBM såg skäl att lansera IBM PC 1981. PET-datorerna var populära som skoldatorer för sin robusthet, och gav småföretagen tillgång till datorkapacitet som tidigare kostat minst 10 gånger mera, och en verklig datorisering inleddes. De billigare datorerna hade tidigare hanterats av tekniker och hobbyentusiaster och inte tagit plats i kontorsmiljö eller hos hemanvändare. Med PET kunde även spel programmeras och distribueras till många användare, till skillnad från spelkonsoler, som inte kunde programmeras om av användare. PET-datorerna marknadsfördes som "all-i-ett"-datorer, för både kontoristen, laboratorieteknikern och hemanvändaren, med idéer som att beräkna hushållsbudget, lagra recept och spela spel.

### Hemdatorer
Som komplement till kontorsdatorerna, kom VIC 20, som kunde använda en vanlig TV som skärm och var Commodores första dator med färggrafik som standard, dock bara 5 KiB minne. Den följdes 1982 av Commodore 64 (C64), till dags dato den mest sålda datormodellen någonsin. Den blev omåttligt populär särskilt i Europa, och många av dagens spelprogrammerare lärde sig grunderna i programmering på C64:an. Den var baserad på 8-bitsprocessorn MOS 6510 och hade 64 KiB RAM, 16 färgers grafik, en högsta upplösning på 320x200 pixlar, och ljudkretsen MOS 6581 (alternativt MOS 8580) (vanligen kallad SID, Sound Interface Device). Denna var i princip en analog synthesizer inbyggd i ett mikrochip, med tre analoga filter, och gav med sin, för tidens datorer, överlägsna ljudkapacitet karaktär åt de många spel som släpptes till Commodore 64.
I Sverige lanserades C64 av generalagenten Handic under namnet VIC 64, med tanken att man med detta namn skulle kunna utnyttja de framgångar som VIC 20 hade rönt. Vid denna tid lanserades även ett par misslyckade småbröder till C64, Commodore 16 och Commodore Plus 4. Ungefär samtidigt som man lanserade en uppgraderad version av C64:an, Commodore 64C, kom också C64:ans tänkta efterträdare och storebror Commodore 128. Den hade bland annat 128 kB RAM och CP/M-stöd. Sedermera kom också Commodore 128D, som liknade C128 men som också hade desktoplåda och inbyggd 5¼-tums diskettstation. Dessa modeller upprepade dock aldrig C64:ans enorma framgång.

### Amiga
Efter att ha köpt upp företaget Amiga (grundat av Jay Miner) lanserades 1986 16-bitsdatorn Amiga 1000 (A1000, arbetsnamnet var Lorraine), som var en desktopdator med 256 kB RAM. Den ersattes ganska snart av Amiga 500 (A500), som liksom VIC 20 och C64 (och de flesta så kallade hemdatorer under 1980-talet) hade tangentbord och dator i samma skal, samt kunde förutom Commodores egna monitorer (liksom VIC 20 och C64) också använda en vanlig TV till skärm. Amiga 500 hade dubbelt så mycket minne som Amiga 1000, kunde visa 4096 färger, hade en högsta upplösning på 640x512 pixel och en inbyggd 3½" diskettstation.
Efter turbulens mellan Tramiel och Gould vid ungefär denna tid fick den senare kontroll över bolaget och Tramiel lämnade Commodore 1984. Tramiel köpte upp konkurrenten Atari och lanserade snart hemdatorn Atari 520ST som blev en hård konkurrent till A500. Commodores senare svaga utveckling attribueras ofta till avsaknaden av Tramiel.
Senare Amiga-modeller är A2000, A2500, A3000, A600, A1200 och A4000.

### PC-datorer
Commodore tillverkade även under många år IBM-kompatibla PC-datorer, men de får ses som en parentes i historien jämfört med den enorma påverkan på dator- och datorspelsutvecklingen som Commodore gjorde med sina populära hemdatorer. Från 1984 till 1993 marknadsfördes Commodore PC såsom PC-1, PC-10, PC-20 med 8088-processor, PC-20, PC-30 PC-40, med Intel 80286, och PC-50 och PC-60 med Intel 80386.

## Ekonomiska problem
Förutom dessa släpptes även multimediamaskinen CDTV 1991 (före A1200 och A4000) och TV-spelskonsolen Amiga CD32 1993, baserad på A1200. CDTV blev Commodores största misslyckande efter en enormt påkostad reklamkampanj och usla försäljningssiffror. Utvecklingen av den långt komna prototypen Commodore 65 avbröts också 1991. A1200 och A4000 och i viss mån även CD32 sålde dock relativt bra. Sannolikt var det därför storsatsningen på floppande CDTV som grundlade Commodores ekonomiska problem och företaget gick till slut i konkurs den 29 april 1994.

### Efter konkursen
1997 köpte den holländska datortillverkaren Tulip namnrättigheterna till Commodore, men beslutade sig för att avyttra dessa i slutet av 2004 trots att ett par produkter med namnet Commodore lanserats under samma år. I början av 2005 slutfördes denna försäljning till det amerikanska företaget Yeahronimo Media Ventures för €22 miljoner.
År 2007 lanserades ett antal datorer under namnet Commodore Gaming. Bland dessa modeller återfinns Cg, Cgs, Cgx och Cxx. Dessa modeller använder sig av Windows Vista.